# 阜康市
阜康市（ふこう-し）は、中華人民共和国新疆ウイグル自治区昌吉回族自治州に位置する県級市。

## 地理
新疆北部、天山山脈東段北麓、ジュンガル盆地南縁、北緯43度45分から45度30分、東経87度46分から88度44分、ウルムチの北に位置し、216国道が通る。
中温帯大陸性干旱気候に属し、平均気温6.7℃、平均降雨量205mm、平均無霜期174日。

## 行政区画
3街道、4鎮、1郷、2民族郷を管轄：
- 街道弁事処：博峰街道、阜新街道、準東街道
- 鎮：甘河子鎮、バザル鎮（城関鎮）、九運街鎮、滋泥泉子鎮
- 郷：水磨溝郷
- 民族郷：三工河カザフ族郷、アッコル・カザフ族郷（上戸溝哈薩克族郷）
- 兵団農六師土墩子農場、兵団六運湖農場、兵団二二二団農場